# Frontispicio (arquitectura)
El término frontispicio (en latín: frontispicium, frontis "frente" y specere "mirar"), también conocido como frontis, frontón o fachada principal, en arquitectura se refiere a los elementos decorativos situados en la parte frontal de una construcción, especialmente en el área de la fachada o entrada principal. Es un recurso arquitectónico utilizado para embellecer la fachada, representando también el estilo histórico y cultural de la época en la que se construyó la obra.

## Historia
El frontispicio ha evolucionado desde la antigüedad clásica, adoptando distintos elementos y estilos según el periodo.

### Antigüedad Clásica

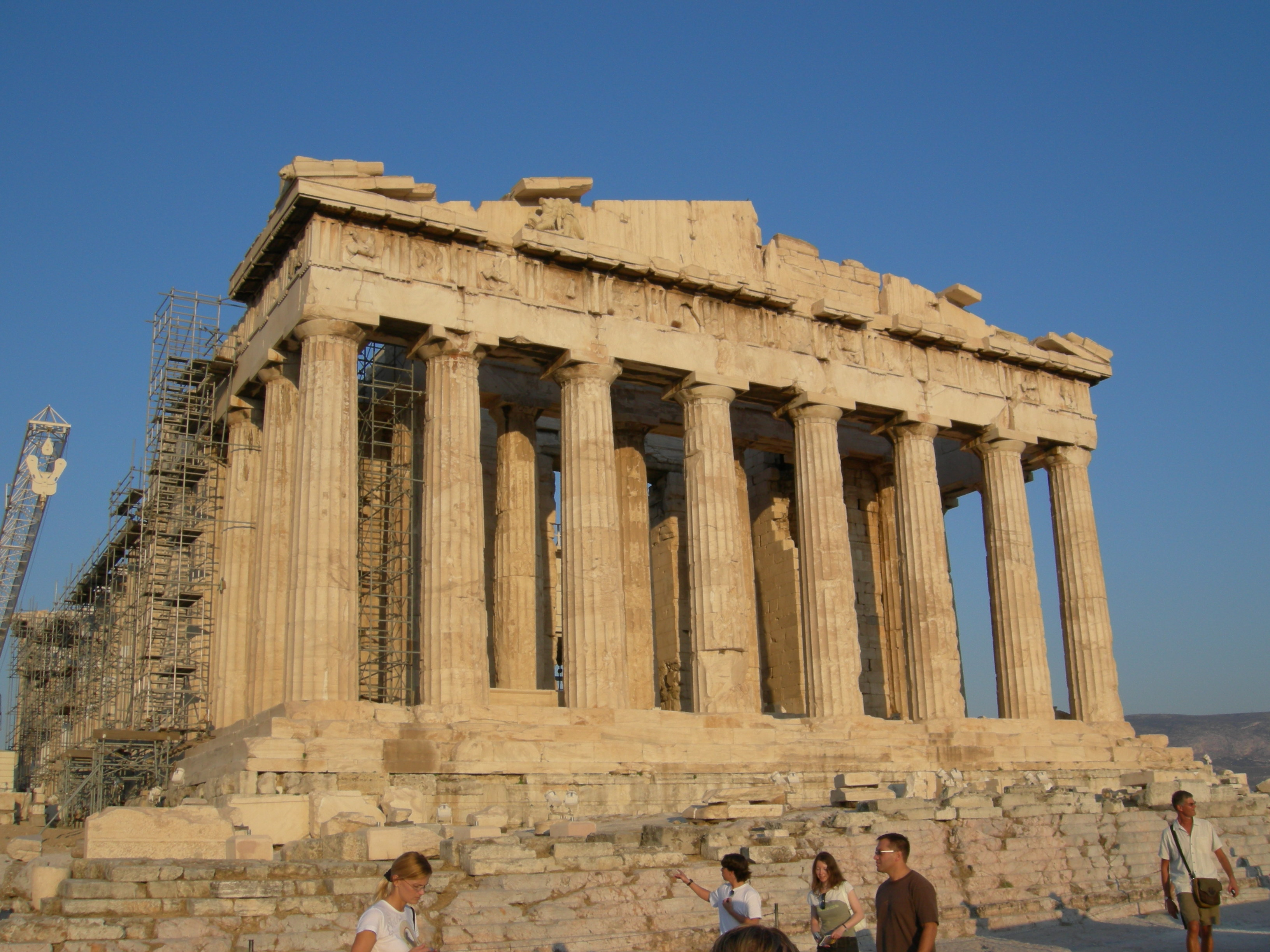
Frontón triangular del Partenón en Atenas, ejemplo clásico de frontispicio en la arquitectura griega.

En la arquitectura de la Grecia antigua y Roma antigua, el frontispicio solía adoptar la forma de un pedimento triangular, soportado por columnas, y decorado con relieves que representaban figuras mitológicas o deidades. Este elemento, también conocido como frontón, se situaba en el extremo superior de templos y otros edificios públicos, simbolizando el poder y la conexión con lo divino. En templos como el Partenón en Atenas, el frontón era una parte esencial de la fachada, representando escenas de la mitología griega en sus relieves, como la lucha de Atenea y Poseidón por el dominio de la ciudad.

### Renacimiento

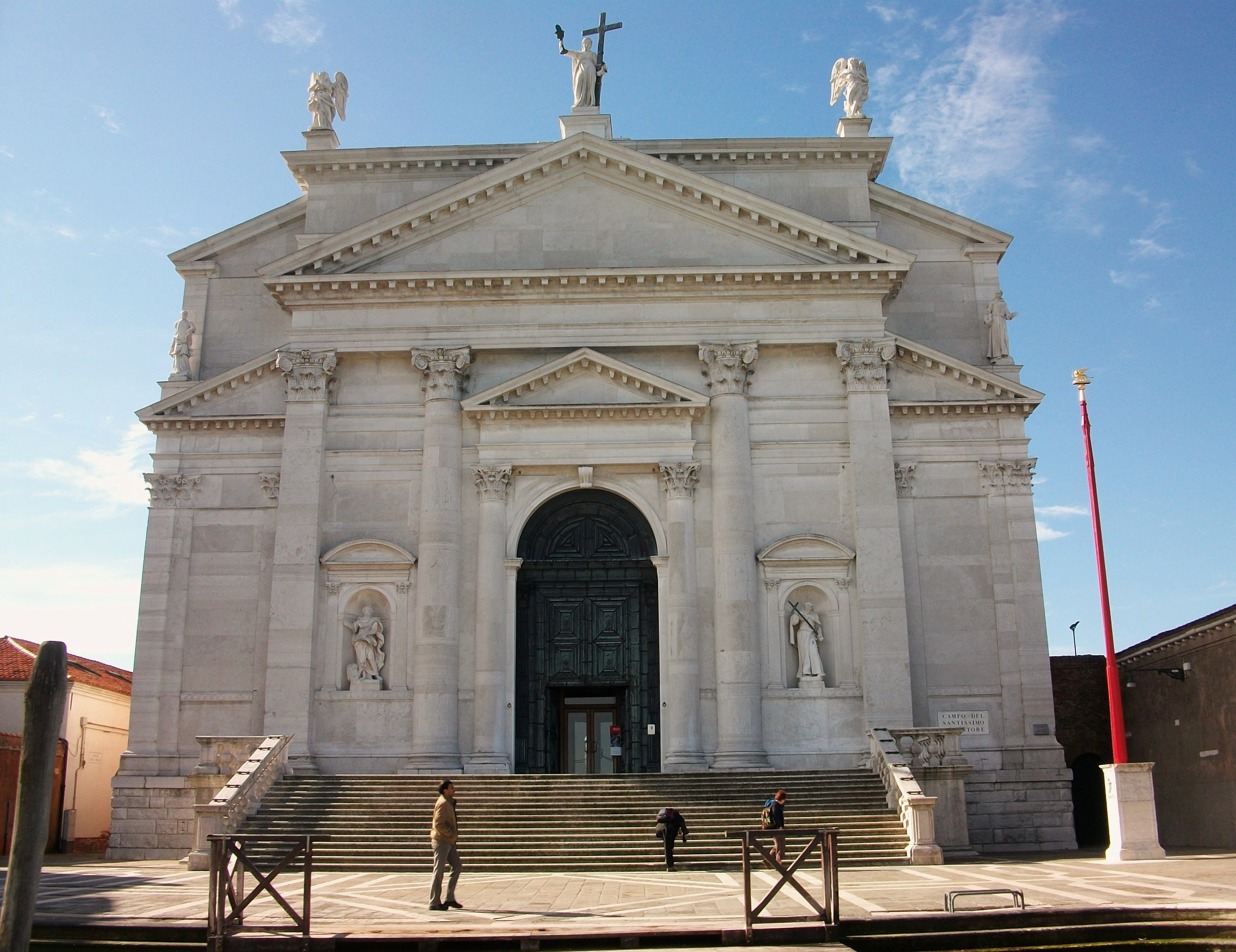
Frontispicio de la iglesia de Il Redentore en Venecia, obra de Andrea Palladio, ejemplo renacentista.

Durante el Renacimiento, el frontispicio retomó los elementos de la antigüedad clásica, tales como las columnas de los órdenes dórico, jónico y corintio, junto con el pedimento triangular. Sin embargo, la reinterpretación renacentista añadió nuevos ideales de simetría, armonía y proporción, influenciados por las obras de arquitectos clásicos como Vitruvio y renovados por artistas como Andrea Palladio. Los frontispicios en esta época simbolizaban poder y prestigio, destacando en palacios y templos. Un ejemplo notable es la Basílica Palladiana en Vicenza, Italia, que muestra la integración armoniosa de estos elementos en el diseño renacentista.

### Barroco

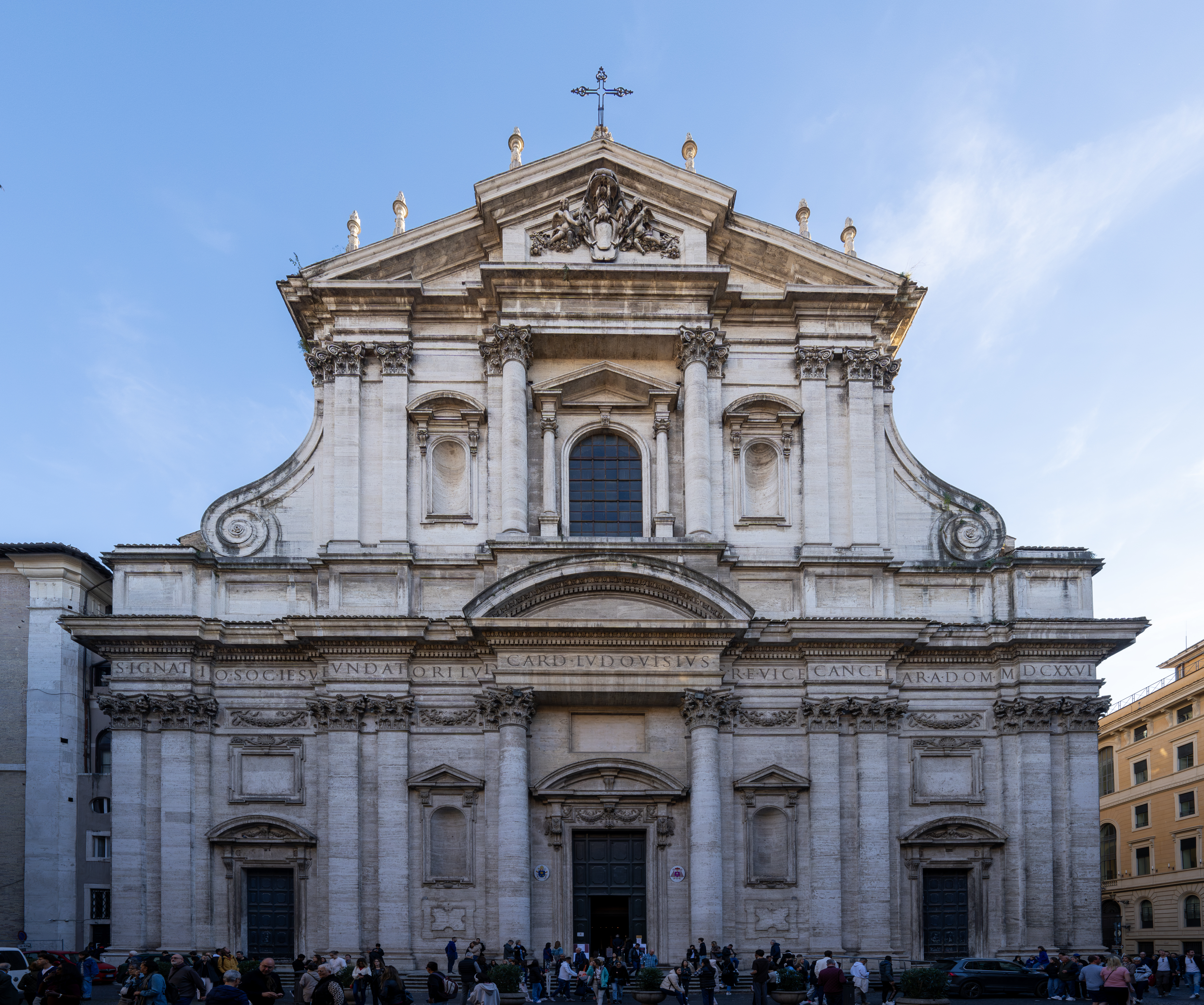
Frontispicio de la Iglesia de San Ignacio de Loyola en Roma, ejemplo barroco.

En el periodo del Barroco, el frontispicio se llevó a su máxima expresión ornamental, caracterizado por el dramatismo y el dinamismo en sus formas. Se introdujeron pedimentos rotos y curvilíneos, en los que las estructuras parecían abiertas o extendidas, creando un efecto teatral que acentuaba el estilo extravagante de la época. Esta forma de frontispicio simbolizaba la grandeza de la Iglesia y la monarquía, especialmente en construcciones religiosas. La iglesia de San Ignacio de Loyola en Roma, con su rica ornamentación escultórica, es un ejemplo icónico del barroco italiano.

### Neoclasicismo

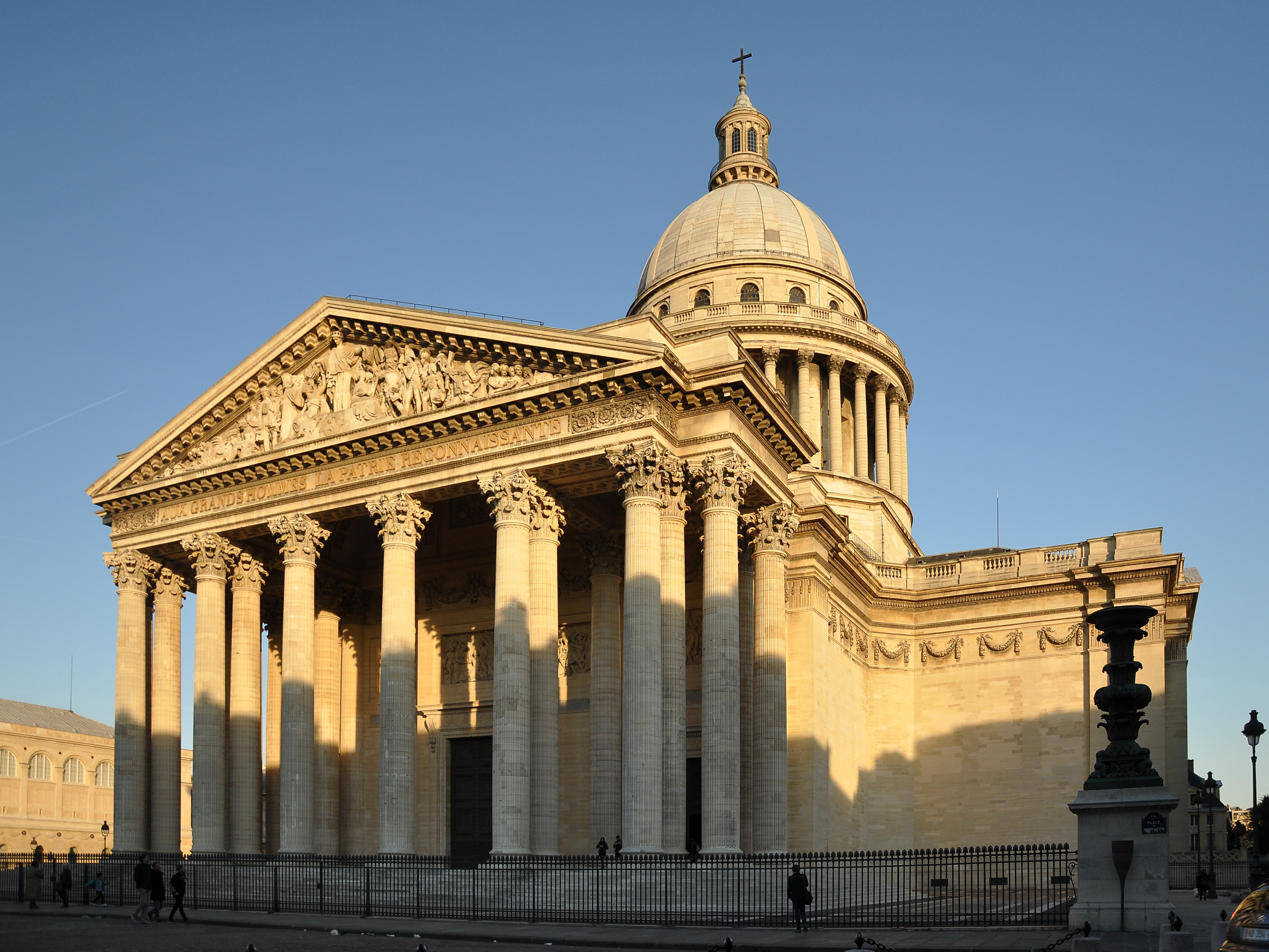
Frontispicio del Panteón de París, representativo del estilo neoclásico.

A mediados del siglo XVIII, el Neoclasicismo trajo un regreso a la simplicidad y el orden de la antigüedad clásica, como reacción al exceso decorativo del barroco. Los frontispicios en esta época adoptaron formas más sobrias y equilibradas, donde predominaban las líneas rectas y la simetría. Inspirados por los hallazgos arqueológicos de Pompeya y Herculano, los arquitectos neoclásicos emplearon frontispicios geométricos y columnas de los órdenes clásicos, con ornamentación moderada. Un ejemplo destacado es el Panteón de París, cuyo frontispicio simple y monumental evoca el respeto por los valores de la antigua Grecia y Roma.

### SigloXIX: Eclecticismo y Revivals

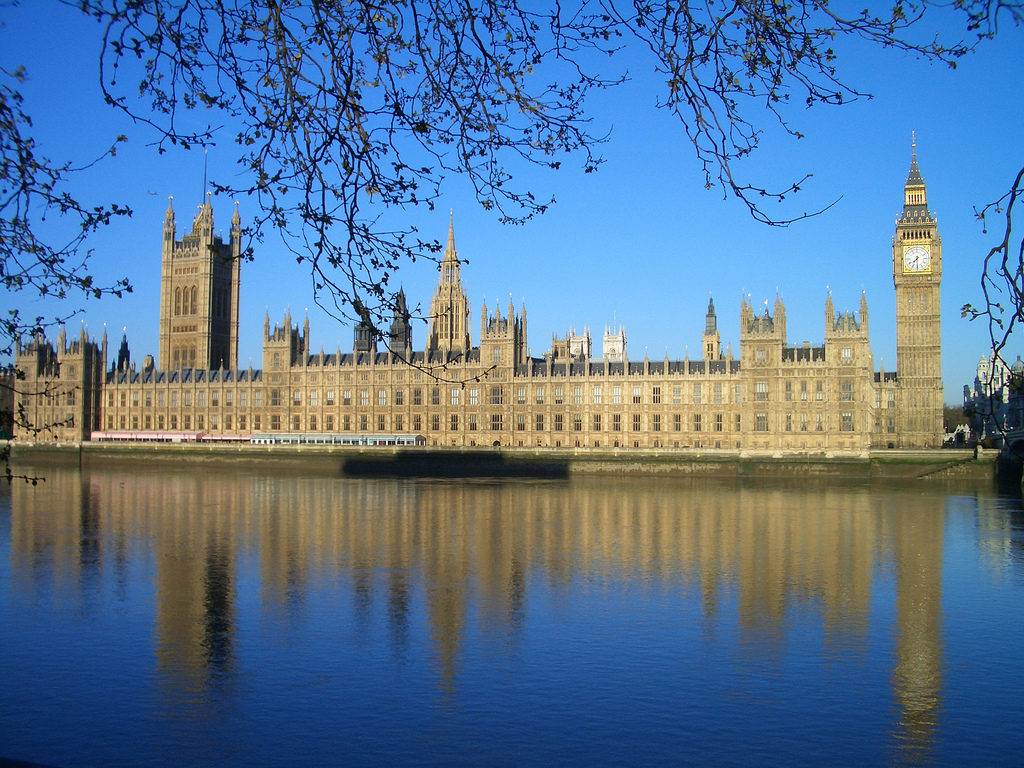
Frontispicio neogótico en el Palacio de Westminster, Londres.

En el siglo XIX, el frontispicio comenzó a adaptarse a los estilos de revival arquitectónico, donde se mezclaban características de diversas épocas pasadas. En esta época, el eclecticismo llevó a la integración de frontispicios inspirados en estilos góticos, renacentistas y clásicos en edificios de diversa índole. Ejemplos de esta tendencia incluyen los edificios neogóticos en Inglaterra y Francia, que incorporaban frontispicios decorados con tracerías y elementos propios de la arquitectura medieval.

### SigloXX: Postmodernismo

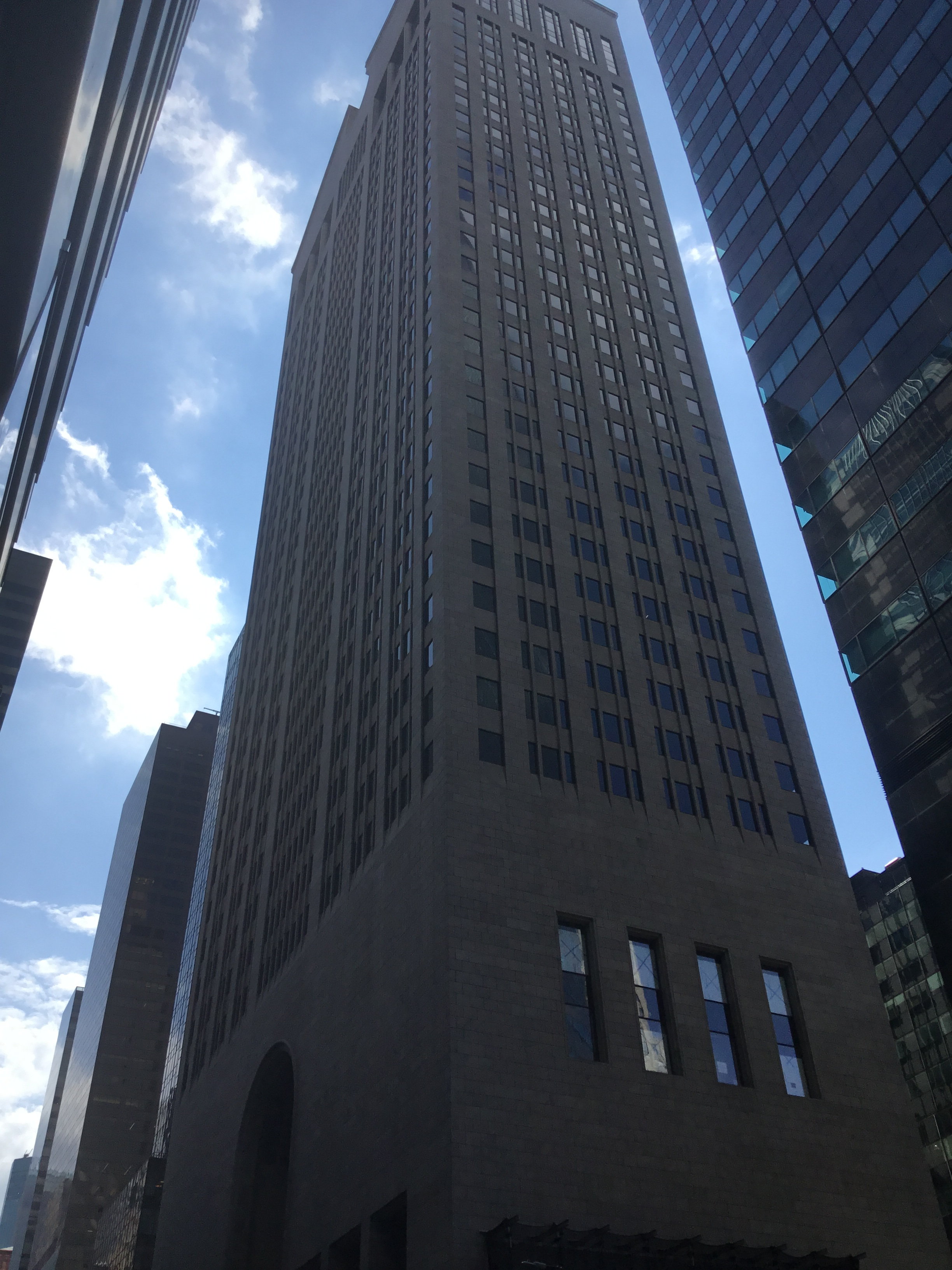
Frontispicio del edificio 550 Madison Avenue en Nueva York, diseñado por Philip Johnson.

Con la llegada del Postmodernismo en el siglo XX, los arquitectos comenzaron a revalorizar y reinterpretar elementos clásicos, incluyendo el frontispicio, pero de una forma abstracta y, a veces, irónica. En este periodo, el frontispicio se presenta como un símbolo decorativo, frecuentemente de gran escala, que remite a formas clásicas pero con un enfoque contemporáneo. Un ejemplo representativo es el 550 Madison Avenue de Philip Johnson, que incluye un frontispicio con un pedimento roto, reinterpretado desde una estética postmoderna.

### SigloXXI: Minimalismo

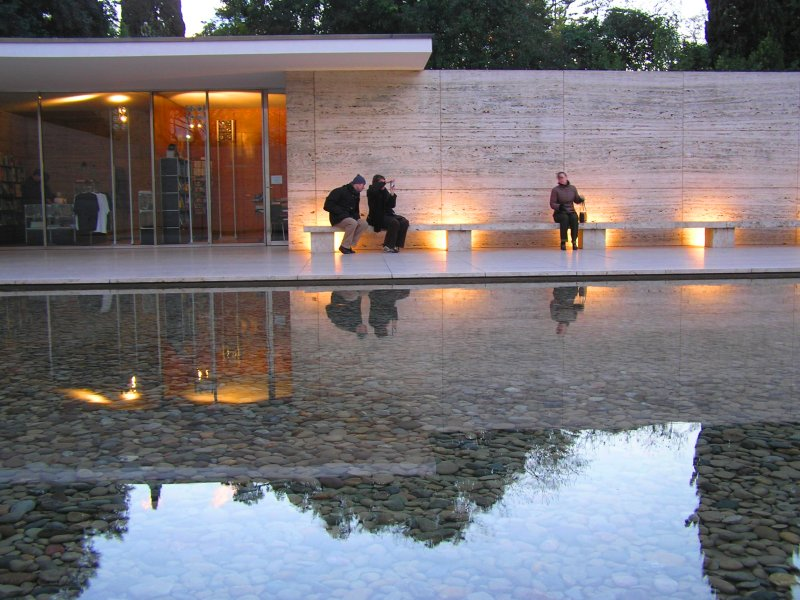
Ejemplo de arquitectura minimalista contemporánea, con líneas simples y sin ornamentación.

En el siglo XXI, el frontispicio se reduce en la mayoría de las obras de arquitectura minimalista, en las que prevalecen líneas limpias y una estética funcional. En este estilo, la ornamentación se considera secundaria o incluso innecesaria, dando prioridad a la simplicidad y la integración del edificio con su entorno. Algunos edificios contemporáneos apenas sugieren un frontispicio, limitándose a la estructura pura y a materiales como el vidrio y el acero. Esta tendencia minimalista se puede observar en el auge de la arquitectura japonesa de la corriente Wabi-sabi, que valora la sencillez y la imperfección, y en la estética Hygge escandinava, que favorece ambientes sobrios y armoniosos.

## Elementos y Funciones
Los elementos que componen un frontispicio varían según el estilo arquitectónico de la época y cumplen tanto funciones estéticas como simbólicas en la fachada principal de un edificio. Los principales elementos que lo conforman incluyen:
- Columnas: Las columnas son un elemento clave del frontispicio y varían en estilo según el orden arquitectónico adoptado: dórico, jónico, corintio, y, en ocasiones, órdenes más elaborados como el compuesto y el toscano. Las columnas pueden tener distintas disposiciones: en pares (geminadas), en pilastras adosadas a la pared o en posición aislada. Su función no es solo estructural, sino que también transmite un sentido de grandeza y autoridad, como en los templos clásicos y edificios monumentales.

- Pedimento: El pedimento es el remate triangular (o a veces curvado) que corona el frontispicio. Tradicionalmente es triangular, evocando la forma de un frontón griego, pero en épocas posteriores se desarrollaron variantes como:
  - Pedimento segmentado o curvo: Presenta un arco semicircular en lugar de los ángulos típicos y es común en el Renacimiento.
  - Pedimento abierto: Tiene una interrupción en el centro, dejando espacio para elementos decorativos adicionales, como un escudo o una escultura.
  - Pedimento roto: Característico del Barroco, donde la estructura se ve “interrumpida” en la parte superior o inferior, aumentando el dinamismo visual. Cada estilo de pedimento añade una expresión diferente al edificio, desde la simetría clásica hasta el dramatismo barroco.

- Ornamentación: La ornamentación en el frontispicio es variada y depende del estilo y del propósito del edificio. Incluye elementos como:
  - Relieves: Escenas grabadas en la superficie del pedimento o de la fachada, en las que se representan deidades, figuras mitológicas, escenas históricas o alegorías, especialmente en templos y edificios públicos de la antigüedad.
  - Figuras escultóricas: En épocas como el Renacimiento y el Barroco, es común encontrar figuras de santos, personajes históricos o figuras alegóricas, que decoran tanto el pedimento como las áreas laterales del frontispicio.
  - Guirnaldas, roleos y florones: Estos detalles ornamentales se utilizan especialmente en el Renacimiento y el Barroco, aportando un aire decorativo y refinado a la fachada.
  - Cornisas y molduras: La cornisa que rodea el frontispicio puede estar decorada con molduras y frisos, elementos que agregan profundidad y sofisticación a la estructura.

- Simbología: Los frontispicios han servido históricamente como vehículos de simbología, transmitiendo mensajes sobre la función y el estatus del edificio. En templos y edificios religiosos, los frontispicios a menudo presentan símbolos y figuras que reflejan temas espirituales o de devoción. En edificios gubernamentales y palacios, es común encontrar escudos de armas, emblemas o inscripciones latinas que simbolizan el poder o el propósito institucional. Algunos ejemplos de símbolos comunes incluyen:
  - Atributos de poder: Como coronas, cetros o escudos, típicos en los edificios de la monarquía y el gobierno.
  - Emblemas religiosos: Figuras de santos, cruces o imágenes religiosas, comunes en frontispicios de iglesias.
  - Alegorías de virtudes: Representaciones de virtudes como la justicia, la sabiduría o la fortaleza, presentes en edificios públicos y palacios para representar valores morales.
  - Inscripciones y leyendas: Las inscripciones en latín o griego eran habituales en la antigüedad y en el Renacimiento, comunicando el propósito o dedicación del edificio, como el famoso “Senatus Populusque Romanus” (SPQR) en edificios romanos.

- Cornisa: La cornisa es el borde superior del frontispicio, que ayuda a enmarcar el conjunto y resalta el volumen del pedimento. En algunos estilos arquitectónicos, la cornisa está decorada con molduras y puede estar sostenida por ménsulas o pequeños soportes, especialmente en estilos como el Barroco o el Rococó, aportando así una mayor tridimensionalidad a la estructura.

- Acceso principal: Aunque es un elemento implícito, la puerta o entrada principal en el frontispicio puede estar enmarcada por columnas, pilastras o esculturas que destacan la importancia del acceso y refuerzan la simetría de la fachada. En muchas catedrales y edificios gubernamentales, la entrada se ubica en el centro del frontispicio, a menudo con un pórtico que amplifica su majestuosidad.

## El Frontispicio en la Literatura
En el siglo XVII, la palabra "frontispicio" comenzó a utilizarse también para designar la ilustración inicial o portada de un libro, situada antes de la página de título. Estas ilustraciones, llamadas frontispicios literarios, frecuentemente incluían elementos arquitectónicos, como columnas, frontones y figuras alegóricas, que reflejaban visualmente el contenido de la obra y la intención del autor. Este recurso se convirtió en un medio eficaz para transmitir simbólicamente el mensaje o los temas centrales del libro, actuando como una "puerta de entrada" conceptual hacia el texto.
El frontispicio literario se desarrolló en una época en la que las imágenes tenían un gran poder comunicativo, especialmente en una sociedad en la que la alfabetización era limitada. La iconografía de estos frontispicios a menudo incluía elementos alegóricos y referencias simbólicas, como representaciones de la sabiduría, la justicia o la virtud, que servían para expresar temas o valores específicos de la obra. Por ejemplo, era común incluir figuras femeninas personificando virtudes como la Fortuna, la Sapiencia o la Fama, todas ellas rodeadas de elementos arquitectónicos que enmarcaban su simbolismo.
Además, algunos frontispicios incluían retratos del autor o escenas que anticipaban las historias o los conceptos que se abordarían en el libro. Esto se ve especialmente en las primeras ediciones de obras filosóficas, científicas y religiosas, en las que el frontispicio actuaba como un "prefacio visual", indicando al lector los temas de trascendencia que encontraría en el interior. Autores como René Descartes, Thomas Hobbes y John Milton utilizaron frontispicios complejos en sus obras para representar sus ideas de manera gráfica.
Durante el Barroco, los frontispicios literarios se hicieron aún más elaborados, incluyendo composiciones artísticas llenas de simbolismo y dramatismo visual. La disposición arquitectónica de estos frontispicios, con sus columnas y pedimentos, a menudo imitaba el estilo de los frontispicios de los grandes edificios religiosos y palaciegos, realzando así el prestigio de la obra y del autor. Estos diseños fueron utilizados por impresores y editores para atraer a un público más amplio, haciendo que el libro se presentara no solo como un texto, sino como una obra de arte.
En el siglo XVIII, los frontispicios literarios comenzaron a simplificarse, aunque siguieron siendo una parte importante de la presentación editorial de los libros. Con el paso del tiempo y la llegada de la ilustración y la edición moderna, el uso de frontispicios disminuyó en favor de portadas más prácticas, pero su influencia persiste en la actualidad como un recordatorio del papel simbólico y decorativo de estos elementos en la historia de la literatura.